# 豊川市立金屋中学校
豊川市立金屋中学校（とよかわしりつ かなやちゅうがっこう）は、愛知県豊川市金屋西町一丁目にある公立中学校。略称は金中（かなちゅう）。

## 概要
豊川市中心部にある中学校で、市内の中学校の中で最も市役所に近い学校である。豊川市立金屋小学校に隣接している（代田中学校も市立代田小学校がすぐ隣にある）。
東部中学校より分離した、市内では比較的新しい学校で、生徒数は474人、通常学級数は13クラス、特別学級数は5クラス（2022年）。学校のすぐ横には佐奈川が流れており、堤防が桜並木になっているため、春にはここで記念撮影をするクラスが多い。
学校の西側には自衛隊の官舎、北側には工場があり、佐奈川を除けば自然の少ない市街地らしい環境となっている。
年の一大行事である「金中祭」は、文化祭と体育祭が合併して行われる。
マスコットキャラは「かなやん」。

## 校訓
高めあう仲間
- より かしこく
- より ゆたかに
- より たくましく

## 学校行事
| 4月 - 入学式・始業式 - 健康診断 - 授業参観 5月 - 家庭訪問 - 修学旅行（3年） 6月 - 職場体験学習（2年） | 10月 - 金中祭 11月 合唱祭 12月 - 金中マラソン 3月 - 卒業式 |

## 学区
- 豊川市立金屋小学校
- 豊川市立三蔵子小学校

の通学区域内。

## 交通
- 名鉄豊川線 諏訪町駅から豊鉄バス豊川線・新豊線「免許センター前」バス停下車、徒歩約5分